# 人生に乾杯を!
「人生に乾杯を!」（じんせいにかんぱいを）は、コーヒーカラーのメジャー・デビューシングル。

## 概要
- MVは、「夫婦喧嘩の後と思しき女性」「リストラされたサラリーマン（岡本裕輝）」「ストリートミュージシャンの男とその彼女」が登場、それぞれの夜を過ごした後、清々しい早朝の風景とともに「完」と締めくくられるドラマ仕立てになっている。
- コーヒーカラー本人達も出演。仲山は「リストラされたサラリーマン」と肩を組むサラリーマンとして、TESHIは居酒屋の場面で「夫婦喧嘩の後と思しき女性」の友人として登場。
- 「 - 〜別れの曲〜」のMVは、倒産が決まった企業で社員達が後始末をして、その後飲み会を開き、最後には社員達の記念写真が写し出されている。
- メジャーデビューの前に作られたバージョンが、「元祖 人生に乾杯を!」というタイトルでミニ・アルバム「旅縁」に収録されている。サビまではラップ調である。
- 毎年、忘年会・新年会の時期になるとUSENのリクエストチャートで上位にランクインされる[1]。
- 2009年2月時点で、CD売上は5万枚を突破[1]。
- 5年後の2009年2月25日「人生に乾杯を! 〜別れの曲〜」とリメイクして発売[1]。
- 2009年2月17日放送の「誰も知らない泣ける歌」（日本テレビ）にコーヒーカラーが出演[1]、「人生に乾杯を!」を歌唱。同月18日付のUSEN演歌リクエストチャートで1位を獲得した[1]。
- 2011年神楽酒造「むぎ焼酎くろうま」CF曲。

## 収録曲
作詞・作曲：仲山卯月

### 人生に乾杯を!
1. 人生に乾杯を!
2. ピーちゃん
3. 人生に乾杯を! （Instrumental）

### 人生に乾杯を! 〜別れの曲〜
1. 人生に乾杯を! 〜別れの曲〜 
  - ショパンの「別れの曲」のフレーズが挿入されている。
2. 春
3. 人生に乾杯を! 〜別れの曲〜（オリジナルカラオケ）
4. 春（オリジナルカラオケ）

## 奥田美和子盤
「人生に乾杯を!」は、2012年2月8日に発売された奥田美和子の10枚目のシングル。

### 解説
- 表題曲「人生に乾杯を!」は、コーヒーカラーの同名曲のカバー。
- 神楽酒造「ひむかのくろうま」のCMソングとして使用された。
- カップリング曲「for you…」は、髙橋真梨子の同名曲のカバー。

### 収録曲
1. 人生に乾杯を! [06:09]
  - 作詞・作曲：仲山卯月／編曲：松浦晃久
2. for you… [04:49]
  - 作詞：大津あきら／作曲：鈴木キサブロー／編曲：矢田部正
3. 人生に乾杯を!（オリジナル・カラオケ）
4. for you…（オリジナル・カラオケ）

## その他カバー
収録作品は初出のもののみ記載する。
- 加藤登紀子 - 2010年アルバム『登紀子 男情歌 〜SOUL SONGS〜』